# Roland Smeenk
Roland Smeenk (Bandung, 14 augustus 1957 – Utrecht, 28 november 1992) was een Nederlands cabaretier en straatmuzikant.

## Levensloop
Roland Smeenk werd geboren in Bandung in Indonesië. Smeenk was al vroeg in zijn jeugd bezig met muziek. Hij was muzikant bij straattheatergroep Nomadtheater en speelt via de Eindhovense muzikantenvereniging Paraplu in verschillende bandjes, waaronder "In Memoriam Generaal Heusdenbroeck". Smeenk studeerde korte tijd aan het conservatorium. Hij begon met akoestische gitaar maar later speelde hij voornamelijk jazzgitaar. Hij leerde in 1991 Hans Teeuwen kennen en samen vormden ze het cabaretduo 'Teeuwen en Smeenk'. De jazz- en ook funkinvloeden zijn sterk aanwezig in hun cabaretprogramma. In hetzelfde jaar wonnen ze het cabaretfestival Cameretten. De korte voorstelling die zij hier speelden breidden ze uit tot een voorstelling van anderhalf uur onder de naam Heist. Tijdens de opening beschrijft Smeenk de voorstelling als volgt: "Het is een kleine revue, samengesteld en gebaseerd op onze eigen ervaringen." Een citaat uit een van hun nummers 'Alles Stil' is: "De wereld is kut en het leven is zwaar, koop een piano of steel een gitaar." Heist is in 1999 op cd uitgebracht. Vlak na het winnen van Cameretten werden Teeuwen en Smeenk uitgenodigd bij Sonja Barend. In deze uitzending komt ook ter sprake dat het duo pas een half jaar actief was en dat volgens de woorden van Sonja Barend, nog nooit eerder de jury zo eensgezind was over de winnaar.

## Overlijden
Nog tijdens de try-outs van Heist kwam Smeenk om bij een auto-ongeluk, hij werd 35 jaar. Het auto-ongeluk gebeurde in de omgeving van Vianen als gevolg van een harde storm waardoor de bus een aantal keren over de kop sloeg. Smeenk en Hans Teeuwen reden naar huis na een optreden. Smeenk bestuurde de auto en Teeuwen zat naast hem: Teeuwen had slechts een paar kneuzingen. Het ongeluk gebeurde precies een jaar nadat zij het Camerettenfestival gewonnen hadden.

## Nalatenschap
De tv uitzending van Cameretten 1992 werd opgedragen aan Smeenk. Eind jaren 90 heeft de familie van Smeenk in eigen beheer een "in memoriam' dubbel cd uitgebracht onder de titel 'Travelling On'. Deze cd is een compilatie van diverse nummers van Smeenk in verschillende bands waar hij in speelde. Dit zijn voornamelijk live opnames. Verder bevat de cd verschillende studio opnames waaronder bewerkingen van nummers van Smeenk door zijn broer Fred en bevat ook een nummer dat zijn broer speciaal voor hem heeft geschreven. Dit nummer 'Lovely Ride' is te beluisteren op YouTube. Ook staan er op deze cd  een paar nummers op van de cd "Heist' samen met Teeuwen.